# 李精白
李精白（？—？），字對泉，號衷貞、盟素，河南潁川衛人，籍附河南開封府鄉試，明末政治人物。

## 生平
萬曆三十一年（1603年）癸卯科河南鄉試第二十八名舉人，四十一年（1613年）中癸丑科進士，初任夏津縣知縣，四十三年（1616年）本省同考，調昌樂縣。天啓元年正月考选，授禮科給事中，二年升本科右，管太仓银库，三年升兵科左，四年升兵科都，升太常寺卿，六年累官都察院右佥都御史、山東巡撫，替魏忠賢建生祠，焚香祝詞道：“堯天巍巍盪，帝德難名”，謊稱見“麒麟出現”，“仁獸降臨”，又送上金器，刻有「孝男李精白」字樣。天啓七年加從三品服俸，加兵部右侍郎，加兵部尚書兼副都御史，改户部尚書，殺人無數，其宅後挖有“萬人坑”，受拷打致死者皆被拋入坑中。
崇禎年間，被東林黨人彈劾，“交結近侍，又次等論，徒三年，輸贖為民”。

## 家族
曾祖李锦。祖父李芥，主簿。父李隆禮，武举人。
李精白生二子一女，次子李鶴孫早夭，長子李麟孫，又名李栩，於崇禎元年（1628年）拔貢，十五年（1642年）死於流賊袁時中陣中。又有部分書說其養子李岩，為當時慈善家，出米粟賑災，活人無數，卻被贓官拘捕，饑民攻入其署，殺贓官，擁李岩歸李自成。
有堂弟李虚白。